# Азиатская цивета
Азиатская цивета, или большая цивета, или большая виверра, или большая индийская цивета, или индийская цивета (лат. Viverra zibetha) — вид хищных млекопитающих из семейства виверровых (Viverridae).

## Этимология
Возможно "цивета" происходит от арабского "zabadi", что в переводе означает "цибетин, мускус". Родовое название в переводе с латыни ("viverra") означает "хорёк", а видовой эпитет — ("zibetha") означает "мускус", то есть "Viverra zibetha" означает "мускусный хорёк".

## Распространение
Ареал охватывает Лаос, Малайский полуостров, Таиланд, Вьетнам, Камбоджа, южный Китай, северо-восточная Индия, Мьянма, Непал, Бутан, Сингапур. Этот вид обитает в девственных лесах (как вечнозеленых так и лиственных), вторичных лесах и на территории плантаций, встречается на высотах до 1600 метров над уровнем моря.

## Описание
Длина тела без хвоста — 50—95 см, длина хвоста — 38—59 см, масса — 3,4—9,2 кг.
Горло украшенное контрастным черно-белым рисунком, который состоит из трех черных ожерельеподобных полос, разделенных широким белым фоном. Общий цвет серый или рыжевато-коричневый с темным узором на боках, состоящим из волнистых линий, часто с некоторыми пятнами на ногах (картина иногда очень расплывчата). Есть темный гребень волос от задней части шеи до основания хвоста, который поднимается когда животное чувствует угрозу. Хвост полосатый до кончика, с пятью или шестью широкими черными полосами, разделенными узкими, но сплошными белыми кольцами. Подошвы лап сильно волосатые между подушечками, с оболочкой кожей над ногтями на третьем и четвёртом пальцах.

## Подвиды
В пределах вида выделяют пять разновидностей:
- Viverra zibetha ashtoni (Swinhoe, 1864)

- Viverra zibetha hainana (Wang and Xu, 1983)
- Viverra zibetha picta (Wroughton, 1915)
- Viverra zibetha pruinosus (Wroughton, 1917)
- Viverra zibetha zibetha (Linnaeus, 1758)

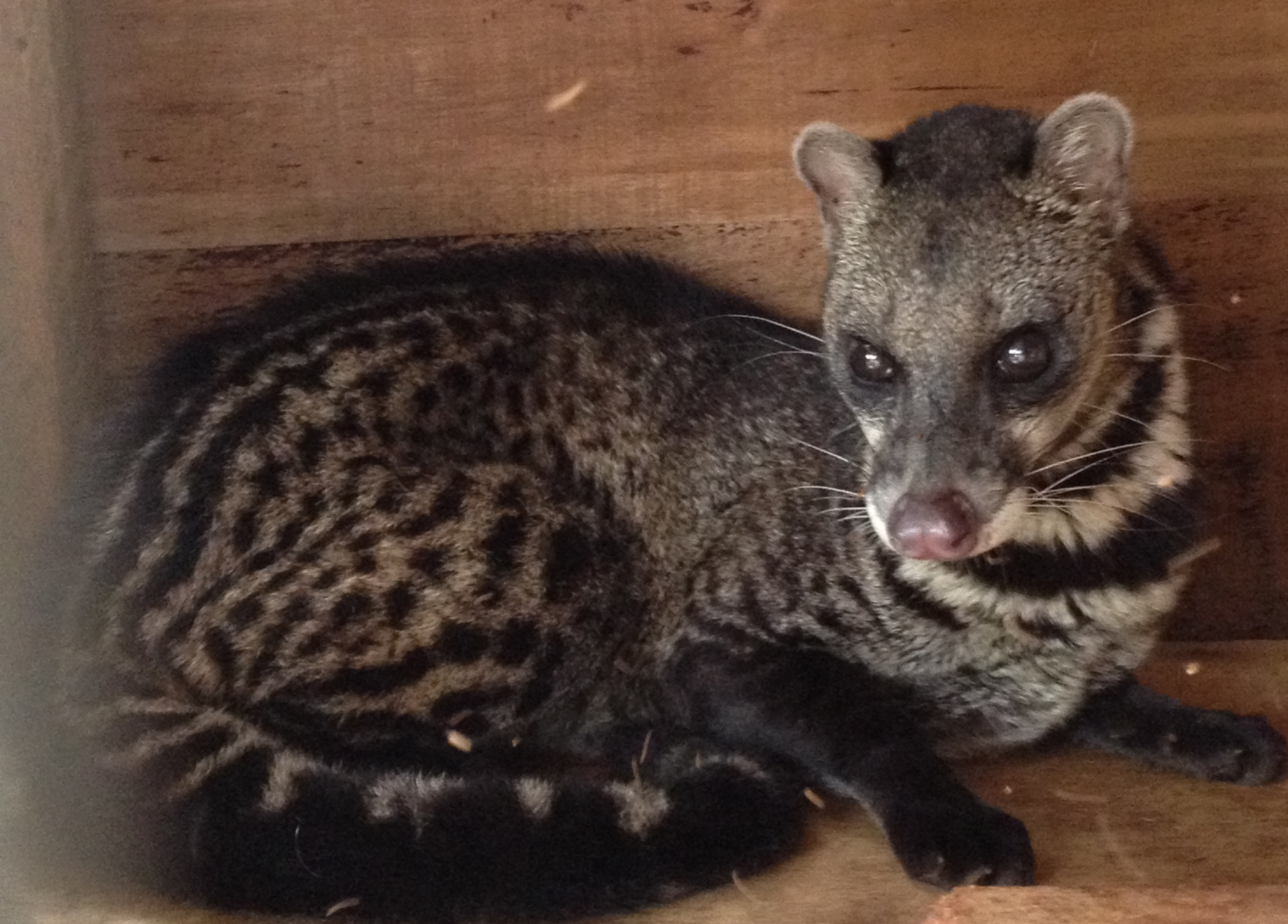

## Угрозы и охрана
Сокращение мест обитания представляет угрозу для этого вида. За ним охотятся ради мяса по всему ареалу. Наземные мелкие хищники подвергаются высокому воздействию охоты с помощью ловушек в большей части Юго-Восточной Азии. Обитает в нескольких охраняемых районах.